# Pteropus howensis
Pteropus howensis — вид рукокрилих, родини Криланових.

## Поширення, поведінка
Країни поширення: Соломонові острови — Ontong Java Atoll.